# Lago de Viana
O Lago de Viana é um lago localizado entre os municípios de Cajari e Viana, na Baixada Maranhense, a 110 km de São Luís.

## Regime hídrico
A Baixada Maranhense é uma região formada por um relevo plano ou suavemente ondulado, com áreas rebaixadas que são inundadas no período chuvoso, além de diversos lagos formados pela atuação dos baixos cursos dos rios Grajaú, Pindaré, Mearim e Pericumã (lagos de inundação).
O lago de Viana é classificado como um lago de várzea, influenciado pelo rio Pindaré. Desse modo, seu volume sofre variações ao longo do ano, inundando uma grande área ao seu redor (campos alagados), recebendo excedentes hídricos de diversos rios e lagos, tendo seu volume extravasado e se ligando ao complexo de lagos da Baixada.
Sua área de influência alcança os 114 Km², embora seu tamanho venha sendo afetado pela ação humana. Durante as cheias, a área efetiva do lago possui aproximadamente 84,8 Km², enquanto que, na estiagem, atinge 51,4 Km². Possui 2 metros de profundidade nas águas baixas (Julho – Janeiro) e de 6 a 8 metros nas na fase de águas altas (Fevereiro-Junho).

## Sistema lacustre
O lago Viana também se conecta ao lago Cajari (e seu complexo lacustre) por meio do rio Maracu (tendo sido construída uma barragem no local). O rio Maracu (também chamado de canal do Maracu) tem como característica: conduzir a água do lago Viana para o rio Pindaré e ocasionalmente permitir a entrada de água salgada procedente da baía de São Marcos, através das marés altas, trazendo cardumes para o lago. 

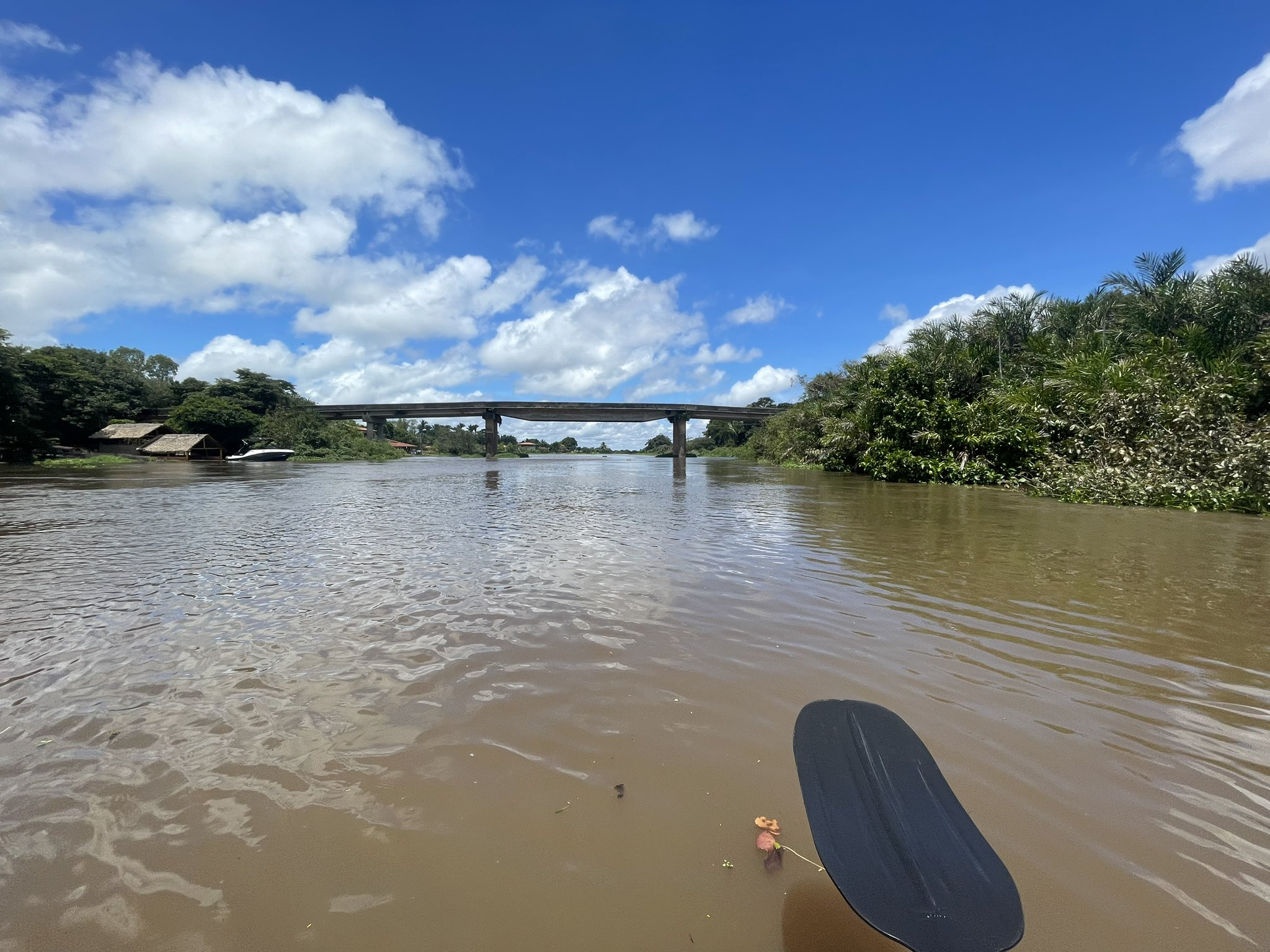
Igarapé do Engenho

O igarapé do Engenho liga o lago de Viana ao lago Aquiri. Embora não haja um limite claro durante o período chuvoso, a região oeste do lago de Viana é chamada de lago Maracassumé, e são separados pelo igarapé do Sapo durante a estiagem. O mesmo ocorre na extremidade leste, com a formação do lago Maracu, separados pelos rio Maracu durante a estiagem.
Dentre seus usos, o lago se destaca como fonte de alimentos, hidrovia regional, abastecimento de água e pontos de lazer e divertimento.

## Impactos ambientais
A Baixada Maranhense é uma área com ecossistema complexo e muito vulnerável, tendo sido verificados diversos fatores de pressão ambiental, como: desmatamentos, queimadas, crescimento populacional, barragens, pecuária bubalina extensiva, cultivo de arroz de várzea, caça e pesca predatória e extrativismo vegetal. 